# Oratorio della Santissima Vergine Addolorata
Santissima Vergine Addolorata ou Santa Maria Addolorata dei Neofiti foi um oratório de Roma, Itália, localizado no rione Monti, na via Baccina. Era dedicado a Nossa Senhora das Dores.

## História
Esta igrejinha, erigida no XVI, era originalmente um silo para armazenagem de cereais transformado em oratório da paróquia de San Salvatore ai Monti. No século XVII, era chamada de San Giovanni Battista e servia a um conservatório de neófitos. Foi depois entregue à "Arquiconfraria de Nossa Senhora das Dores" (Arciconfraternita dell’Addolorata) e dedicada a Nossa Senhora das Dores. Em 1826, sua fachada foi reconstruída em estilo neoclássico.
Armellini acrescenta que "este templo é o resultado do zelo e piedade do sr. Emmanuel Marini, que mandou inscrever: 'In honorem B. Virginis Perdolentis'".
Depois da unificação da Itália (1870), o oratório foi desconsagrado e, de 1976 em diante, passou para o controle da Cidade de Roma.